# 장크트모리츠역
장크트모리츠역(독일어: Bahnhof St. Moritz)은 스위스 그라우뷘덴주의 리조트 타운인 장크트모리츠에 있는 기차역이다. 이 역은 쿠어에서 출발하는 알불라 철도 노선의 남쪽 종점이며, 이탈리아 티라노에서 출발하는 베르니나 철도 노선의 북쪽 종점이다. 역은 또한 지역 버스와 포스트버스 서비스의 종점 역할을 한다.
시간별 서비스는 알불라와 베르니나 노선 모두에서 운영된다. 이 두 라인은 서로 다른 유형과 수준의 전원공급장치로 작동하기 때문에 장크트모리츠는 “전원 공급 장치 스위치” 역이기도 하다.
역은 해발 1,775m 높이에 위치하며 스위스에서 가장 높은 도시 철도역이다.

## 역사
역은 1904년에 운영이 시작되었다. 이때 장크트모리츠에는 이미 1896년부터 자체 전기 트램 서비스인 슈트라센반 장크트모리츠가 있었고, 트램 서비스를 새 역에 연결하기 위해 지선을 건설할 계획이 있었다. 그러나 재정상의 이유로 짧은 연결 지선은 건설되지 않았다.

## 운행편
다음 서비스는 장크트모리츠에서 정차한다.
- 빙하특급 : 체르마트까지 하루에 여러 번 왕복한다.
- 인터레기오 : 쿠어까지 매시간 운행.
- 레기오익스프레스 : 란트콰르트까지 매시간 운행.
- 레기오 :
  - 티라노까지 매시간 운행.
  - 쿠어까지 제한된 운행.

## 갤러리

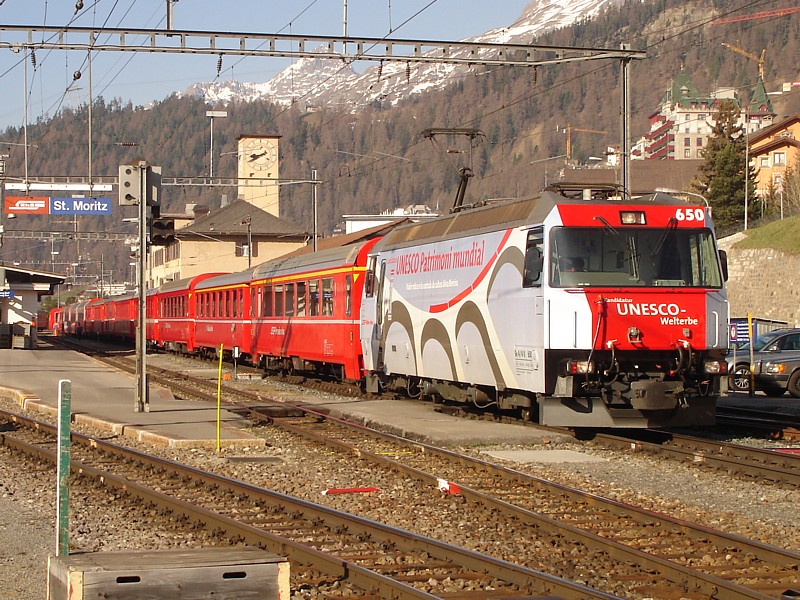
장크트모리츠를 떠나는 차량
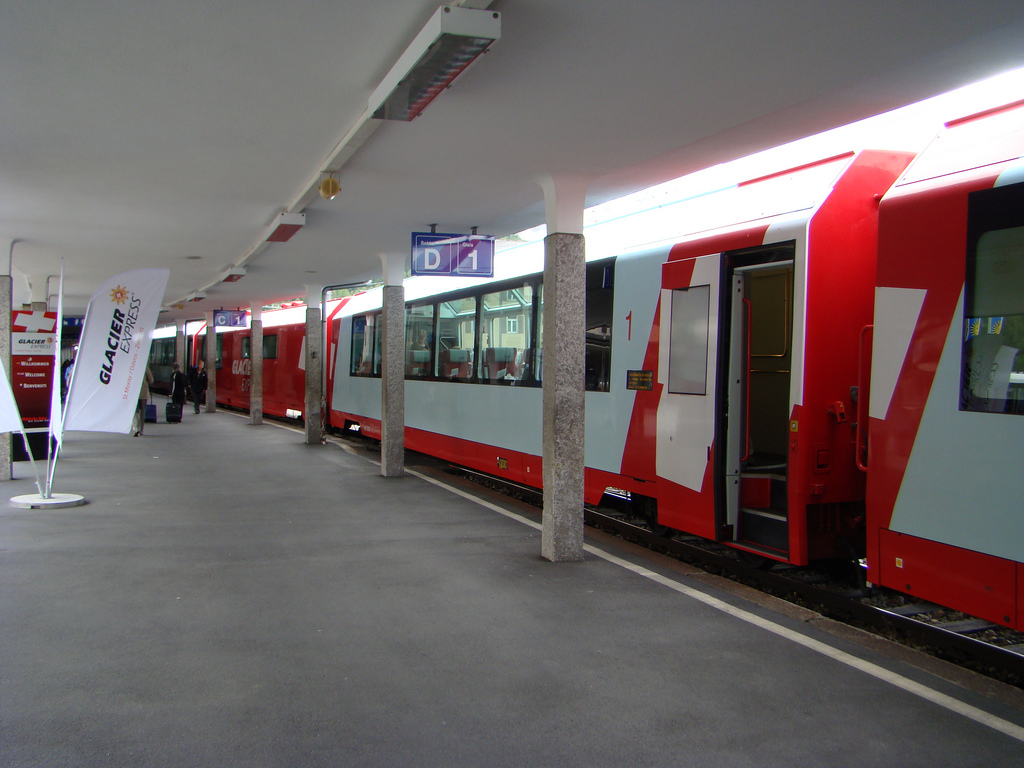
1번 승강장의 빙하특급
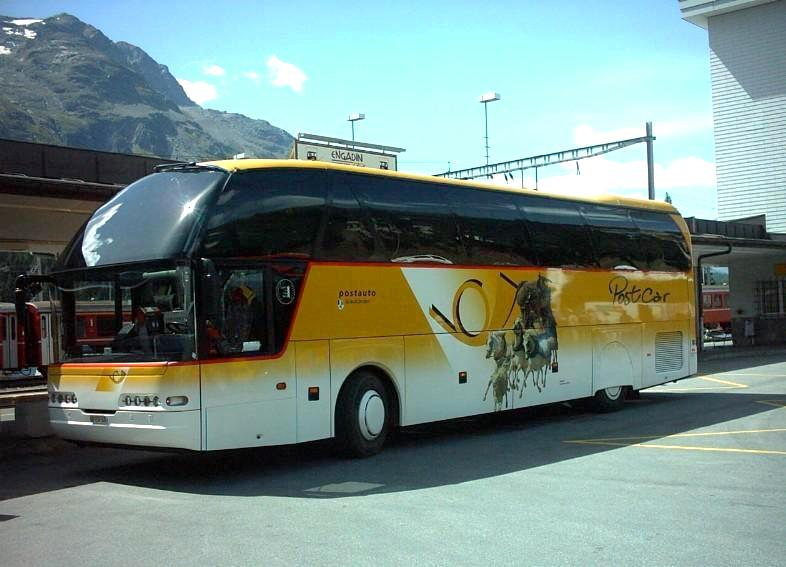
장크트모리스역의 포스트버스
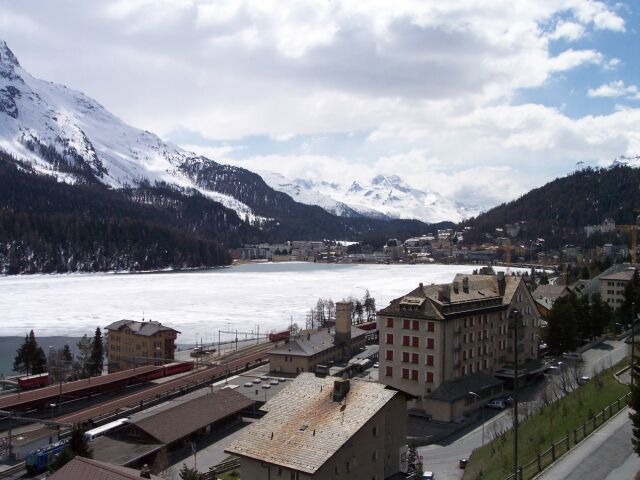
위에서 본 역사